# چقاکبود (کرمانشاه)
چقاکبود (کرمانشاه)  (به کردی: چیاکه‌و Çîya Kew)، روستایی از توابع بخش مرکزی شهرستان کرمانشاه در استان کرمانشاه ایران است.

## جمعیت
این روستا در دهستان بالادربند قرار دارد و براساس سرشماری مرکز آمار ایران در سال ۱۳۸۵، جمعیت آن ۱۳۵ نفر (۳۴خانوار) بوده‌است.